# Salpiglossis
Salpiglossis, biljni rod iz porodice pomoćnica smješten u vlastiti tribus Salpiglossideae. Sastoji se od 3 do 5 vrsta iz Sjeverne i Južne Amerike.
Rod je opisan u Florae Peruvianae, et Chilensis Prodromus 94. 1794.

## Vrste
1. Salpiglossis anomala (Miers) D´Arcy
2. Salpiglossis arniatera (B.L.Rob.) D´Arcy
3. Salpiglossis erecta (Dunal) D´Arcy
4. Salpiglossis sinuata Ruiz & Pav.
5. Salpiglossis spinescens Clos

## Sinonimi
- Leucanthea Scheele; Linnaea 25: 258 (1853)
- Bouchetia DC. ex Dunal; Prodr. [A. DC.] 13(1): 589 (1852)
- Salpingoglottis C.Koch; Neue Verh. Berl. Gartenb. 1: 401 (1853)